# 张湘义
张湘义（1966年3月—），燕山大学教授，主要从事纳米材料科学等方面的研究工作。入选中华人民共和国教育部2008年度"长江学者"特聘教授，享受中国国务院政府特殊津贴。曾就读于北京钢铁学院材料科学与工程专业。